# 4576 Yanotoyohiko
4576 Yanotoyohiko (1988 CC) је астероид главног астероидног појаса чија средња удаљеност од Сунца износи 2,994 астрономских јединица (АЈ).
Апсолутна магнитуда астероида је 11,4.